# Антирефлексивне відношення
Властивості бінарних відношень:
{\displaystyle \forall a,b,c\;\in {X}:}
рефлексивність {\displaystyle (aRa)\!}

антирефлексивність {\displaystyle \lnot (aRa)\!}

симетричність {\displaystyle aRb\Rightarrow bRa\!}

асиметричність {\displaystyle aRb\;\Rightarrow \lnot (bRa)}

антисиметричність {\displaystyle aRb\wedge bRa\Rightarrow a=b}

транзитивність {\displaystyle aRb\wedge bRc\Rightarrow aRc}

антитранзитивність {\displaystyle aRb\wedge bRc\Rightarrow \lnot (aRc)}

повнота {\displaystyle aRb\vee bRa\!}
Антирефлексивне відношення — бінарне відношення , у якому жоден елемент не співвідноситься із собою.
Іншими словами відношення R на множині X є антирефлексивним, якщо для жодного a ∈ X не виконується aRa, тобто
{\displaystyle \forall a\in X,\ \lnot (aRa)}.

## Пов'язані терміни
Поняття антирефлексивного відношення протилежне до рефлексивного - бінарне відношення, у якому кожен елемент пов'язаний із собою, тобто
{\displaystyle \forall a\in X,\ aRa}
Як приклад такого відношення можна навести відношення нестрогої нерівності на множині натуральних або дійсних чисел. У матриці A(R) рефлексивного відношення на головній діагоналі завжди одиниці, а граф G(R) рефлексивного відношення містить петлі у всіх вершинах.
Відношення називають нерефлексивним, якщо в множині А існує елемент х, який не перебуває у відношенні сам із собою. 
Зрозуміло, що антирефлексивне відношення є нерефлексивним, але нерефлексивне не завжди є антирефлексивним. 
Наприклад, на множині дійсних чисел задано відношення R={(x,y), xRy ↔ y=1/x}. Як бачимо, тільки при x=y=1 має місце xRx.

## Властивості рефлексивного та антирефлексивного відношення
- Об'єднання та перетин двох рефлексивних або антирефлексивних відношень також буде рефлексивним або ж антирефлексивним відношенням відповідно.
- Що стосується добутку: добуток рефлексивних відношень залишається рефлексивним відношенням, проте добуток антирефлексивних відношень уже не обов'язково буде антирефлексивним.
- Транзитивне замикання рефлексивного відношення є рефлексивним відношенням.

## Приклади антирефлексивних відношень
{\displaystyle \forall a\in X,\ \lnot (aRa)}.
- {\displaystyle \neq \!} «не рівно»
- {\displaystyle <\!} «менше»
- {\displaystyle >\!} «більше»
- {\displaystyle \subset \!} «є підмножиною»
- "бути старшим" у множині людей
- "бути батьком"

## Зображення антирефлексивних відношень
Матриця антирефлексивного відношення характеризується тим, що  всі  елементи  її головної діагоналі – нулі. 
Граф антирефлексивного відношення не має жодної петлі.